# Карбид трилютеция
Карбид трилютеция — бинарное неорганическое соединение
лютеция и углерода с формулой Lu3C,
кристаллы.

## Получение
- Нагревание стехиометрических количеств чистых веществ:

{\displaystyle {\mathsf {3Lu+C\ {\xrightarrow {T}}\ Lu_{3}C}}}

## Физические свойства
Карбид трилютеция образует кристаллы
кубической сингонии,
пространственная группа F m3m,
параметры ячейки a = 0,4965 нм.